# Copyright Term Extension Act
Copyright Term Extension Act, även känd som Sonny Bono Copyright Term Extension Act och, pejorativt, The Mickey Mouse Act, är den upphovsrättslag som infördes 1998 och stadgar att verken (till exempel varumärket Musse Pigg) skall skyddas i upphovsmannens livstid plus 70 år. Verket tillkom efter påtryckningar från Hollywood för att skydda företagets intäkter från produktioner från 1900-talets början samtidigt som klassiska romaner och musikverk från 1800-talet fortfarande skulle vara fria att använda. Lagen har kritiserats av bland andra svenska Piratpartiet.

## Källhänvisningar
1. 1 2  Lee, Timothy B. (2013-10-25): "15 years ago, Congress kept Mickey Mouse out of the public domain. Will they do it again?". washingtonpost.com. Läst 14 mars 2015. (engelska)
2. ↑  English, Simon (2002-10-08): "Gloves are off over US 'Mickey Mouse Act'". telegraph.co.uk. Läst 14 mars 2015. (engelska)